# Гранитное (Выборгский район)
Гранитное (до 1948 — Копрала, фин. Koprala) — посёлок в Гончаровском сельском поселении Выборгского района Ленинградской области.

## Название
Зимой 1948 года деревне Копрала присвоили наименование Скала, обосновав это решение «географическими условиями». Через полгода название поменяли на Гранитная.
Переименование в форме среднего рода было закреплено указом Президиума ВС РСФСР от 13 января 1949 года.

## История

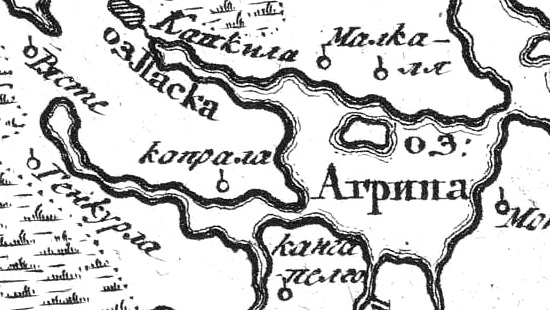
Деревня Копрала на русской карте 1745 года

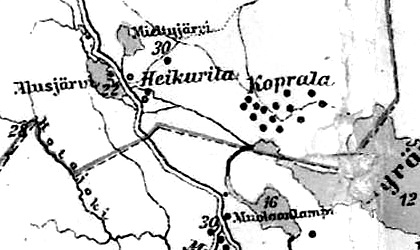
Деревня Копрала на финской карте 1923 года

До 1939 года деревня Копрала входила в состав волости Хейнъйоки Выборгской губернии Финляндской республики.
С 1 января 1940 года по 31 октября 1944 года — в составе Карело-Финской ССР.
С 1 августа 1941 года по 31 июля 1944 года — финская оккупация.
С 1 ноября 1944 года — в составе Каукильского сельсовета Яскинского района.
С 1 октября 1948 года — в составе Житковского сельсовета Лесогорского района.
С 1 января 1949 года учитывается административными данными как деревня Гранитное.
С 1 мая 1950 года — в составе Выборгского района.
В 1953 году население деревни составляло 87 человек. В 1954 году население деревни составляло 101 человек.
Согласно данным 1966, 1973 и 1990 годов посёлок Гранитное входил в состав Житковского сельсовета.
В 1997 году в посёлке Гранитное Житковской волости проживали 5 человек, в 2002 году — 9 человек (русские — 89 %).
В 2007 году в посёлке Гранитное Гончаровского СП постоянного населения не было, в 2010 году — проживали 12 человек.

## География
Посёлок расположен в восточной части района к северу от автодороги 41К-181 (Огоньки — Толоконниково).
Расстояние до административного центра поселения — 25 км.
Расстояние до ближайшей (недействующей) железнодорожной станции Житково — 7 км.
К юго-востоку от посёлка находится Большое Раковое (озеро) озеро. К западу от посёлка расположено Ториковское болото и протекает ручей Долгунец.

## Демография
| 2007 | 2010 | 2017 | 2021 |
| ---- | ---- | ---- | ---- |
| 0    | ↗12  | ↘2   | ↗12  |

## Улицы
Лесная, Сиреневый проезд, Сосновая.